# Tadjou Salou
Tadjou Salou (ur. 24 grudnia 1974 w Lomé, zm. 2 kwietnia 2007) – togijski piłkarz grający na pozycji obrońcy.

## Kariera klubowa
Karierę piłkarską Salou rozpoczął w klubie CO Modèle de Lomé. Zadebiutował w nim w 1992 roku w togijskiej Première Division. W 1993 roku odszedł do klubu Agaza Lomé, a w latach 1994-1996 grał w tunezyjskim Club Africain Tunis. W sezonie 1995/1996 wywalczył z nim mistrzostwo Tunezji.
W 1996 roku Salou został zawodnikiem szwajcarskiego Servette FC. Spędził w nim trzy lata. W sezonie 1998/1999 wywalczył mistrzostwo Szwajcarii. W latach 1999–2003 grał w Étoile Carouge FC.
W 2004 roku Salou wrócił do Togo i grał tam w takich klubach jak: Agaza Lomé (2004), AS Douanes Lomé (2004-2005), Étoile Filante Lomé (2005-2006) i ponownie AS Douanes Lomé (2006-2007). Z AS Douanes został mistrzem kraju w 2005 roku.
W 2007 roku Salou zmarł po długiej chorobie.

## Kariera reprezentacyjna
W reprezentacji Togo Salou zadebiutował w 1992 roku. W 2000 roku został powołany do kadry na Puchar Narodów Afryki 2000. Na nim rozegrał trzy spotkania: z Wybrzeżem Kości Słoniowej (1:1), z Ghaną (0:2) i z Kamerunem (1:0).